# Софийские Выселки
Софи́йские Вы́селки — деревня в составе Парамоновского сельского поселения Корсаковского района Орловской области (по состоянию на 04.09.2024).

## География
Располагается по обе стороны дороги Новосиль — Корсаково в 7 км от районного центра.

## Название
Название по преданию происходит от имени какой - то графини Софьи — владелицы, выселенной из столицы (представителя высшего сословия).

## История
Селение появилось не позднее середины XIX столетия. А к концу того же века (вероятно после отмены крепостного права) часть жителей основала по дороге в Корсаково выселки второго порядка — деревню Зелёный Дубок, а после революции по дороге в Малиново появились выселки третьего порядка — посёлок Зелёный Дубок.
В приходских списках за 1857 год указано просто как «Выселки, въ просторечии Софійская Хуторь» с помещичьими крестьянами в количестве 160 человек и относились к приходу села Никольское (Бредихино) Николаевской церкви.
В 1859 году население составляло 192 человека с 20-ю дворами. В 1816 году деревня принадлежала помещику Дурасову Михаилу Зиновьевичу.
Со временем Софийские Выселки разрастались и к 1915 году население уже составляло 365 человек и 53 двора.
Деревня до 1925 года входила в состав Новосильского уезда Тульской губернии.

## Население
| 1857 | 1859 | 1915 | 2002 | 2010 |
| ---- | ---- | ---- | ---- | ---- |
| 160  | ↗192 | ↗365 | ↘105 | ↗121 |

## Люди, связанные с деревней
- Фомин Николай Никитович —  Герой Советского Союза, танкист, участник Великой Отечественной войны.
- Михаил Ефимович Коноплин —  художник, участник Великой Отечественной войны, член Союза журналистов России.[11][12]